# Хатеф, Абдул Рахим
Абдул Рахим Хатеф (другая транскрипция — Абдуррахим Хатеф; 20 мая 1926, Кандагар, Эмират Афганистан — 19 августа 2013, Алфен-ан-ден-Рейн, Южная Голландия) — государственный деятель Афганистана.

## Семья и образование
Родился в 1925 году в Кандагаре в семье известного религиозного деятеля маулави Мохаммада Хал Вайса.
По национальности — пуштун-тохи. Окончил лицей «Хабибия» в Кабуле (1945), литературный факультет Кабульского университета (1949).

## Деятельность при режимах Захир Шаха и Мохаммада Дауда
- В 1949—1951 гг. — заместитель директора лицея «Мир Вайс».
- В 1951—1952 гг. преподавал в лицее «Ахмад-шах Баба» в Кандагаре.
- В 1952 г. — преподаватель Кабульского высшего педагогического училища.
- В 1953 гг. — начальник рекламно-издательского департамента управления строительства Гильмендской оросительной системы.

В 1953 г. покинул государственную службу, занимался общественной и коммерческой деятельностью. В 1965 был избран депутатом парламента от Кандагара (по другим данным, был сенатором). Существует информация, что во время конфликта, происшедшего в ходе одного из заседаний парламента, он помог Бабраку Кармалю, которого один из пуштунских депутатов пытался ударить микрофоном по голове (Хатеф отвёл этот удар).
Участвовал в деятельности Лойя джирги 1977, организованной режимом Мохаммада Дауда для принятия Конституции страны.

## Деятельность при режиме НДПА
Активно сотрудничал с режимом Народно-демократической партии Афганистана (НДПА) при Бабраке Кармале и Наджибулле. С 1981 г. — член руководства Национального отечественного фронта, общественной организации, созданной по инициативе НДПА и переименованной затем в Национальный фронт. В 1985—1990 гг. — председатель центрального совета Национального фронта. В 1986—1988 гг. входил в состав Революционного совета, в 1986 был членом его президиума. Несмотря на активное сотрудничество с режимом, критически относился к деятельности НДПА. По данным специалиста по истории и политике Афганистана М. Ф. Слинкина, Хатеф, характеризуя лидеров НДПА (видимо, в неофициальных беседах), 

отмечал их слабое знание страны, дефицит жизненного и политического опыта, непрофессионализм, оторванность от народа, внутрипартийные раздоры и низкий авторитет в обществе, неумение находить компромиссы и с оппозицией, и в своих собственных рядах.

Как политик, имевший связи с деятелями бывшего королевского режима, играл значительную роль в провозглашённой НДПА политике национального примирения, в январе 1987 стал председателем президиума Высшего чрезвычайного совета по национальному примирению. В 1985 и 1987 он избирался председателем Лойя джирги, созывавшейся руководством страны для легитимации своей власти. Однако для действительно влиятельных оппозиционных сил фигура Хатефа, беспартийного союзника НДПА, не была авторитетной.
В 1988—1992 гг. был вице-президентом страны. В 1989 г. стал заместителем председателя Высшего совета обороны родины, созданного в условиях чрезвычайного положения, введённого после вывода из Афганистана советских войск.
После смещения Наджибуллы с поста президента в апреле 1992 г. входил вместе с тремя другими вице-президентами (Мохаммедом Рафи, Абдулхамидом Мохтатом и Абдулвахедом Сораби) и министром иностранных дел Абдул Вакилем в состав совета, временно исполнявшего функции главы государства. Был объявлен временным президентом Афганистана. 28 апреля 1992 г. участвовал в передаче власти представителям вступивших в Кабул моджахедов.

## Эмигрант
После развала режима НДПА покинул страну. Правительство Нидерландов первоначально отказалось предоставить ему политическое убежище, считая, что он причастен к политическим убийствам и пыткам (видимо, имелось в виду, что Хатеф занимал высокий пост на службе режима, который обвинялся в этих преступлениях). Хатеф обратился в суд, который обязал правительство пересмотреть это решение.
Абдул Рахим Хатеф скончался 19 августа 2013 года в городе Алфен-ан-ден-Рейн, Нидерланды.